# Frederik de Jonquières (diplomat)
 Der er flere personer med dette navn, se Frederik de Jonquières.
Frederik Godfred de Dompierre de Jonquières (født 29. juni 1915 på Frederiksberg, død 9. november 1978) var en dansk diplomat.
Han var søn af fuldmægtig, cand. jur. Erik de Jonquières (1883-1949) og hustru Sigrid født Gudme (1890-1969), blev student fra Østersøgades Gymnasium 1933 og cand. jur. 1940. Samme år blev han ansat i Københavns Kommunes 3. afdeling, Socialdirektoratet.
I 1942 blev han ansat i Udenrigsministeriet, hvor han blev sekretær 1945. Dernæst blev han legationssekretær i Bern 1946, fuldmægtig i Udenrigsministeriet 1949, legationssekretær i Rom 1951 og var atter til tjeneste som fuldmægtig i Udenrigsministeriet fra 1954. Jonquières blev legationssekretær (legationsråd) og chargé d'affaires ad interim i Bagdad 1957, kontorchef i Udenrigsministeriet 1959, overordentlig og befuldmægtiget ambassadør i Indonesien, Den malayiske Føderation (nu Malaysia) og Filippinerne 1962. Han blev dernæst ambassadør i Iran og Pakistan 1964 samt i Afghanistan 1966. I 1972 blev han generalkonsul i Chicago; fra 1974 med titel af ambassadør. Senere blev han protokolchef i Udenrigsministeriet. Han var dekoreret med Dannebrogordenen og bar en lang række udenlandske ordener.
Han blev gift 12. december 1945 med Gladys Maria Zachariae (født 15. marts 1920 i Bangkok), datter af direktør, civilingeniør Hugo Alfred Krupp Zachariae og hustru Maria født de Hoheb. De fik børnene Christian, Henrik og Erik.